# ادوارد برتون (الهیات‌شناس)
ادوارد برتون (انگلیسی: Edward Burton; ۱ ژانویهٔ ۱۷۹۴ – ۱ ژانویهٔ ۱۸۳۶) یک الهی‌دان انگلیسی، استاد الوهیت در آکسفورد بود. پسر سرگرد ادوارد برتون بود که، در ۱۳ فوریه ۱۷۹۴ در شروزبری به دنیا آمد.